# Westerbork (Drenthe)
Westerbork (w miejscowym dialekcie Börk) – wieś w gminie Midden-Drenthe w niderlandzkiej prowincji Drenthe. Do 1998 roku wieś była osobną gminą. W 2019 roku zamieszkiwało ją 4 569 osób.
Około dwanaście kilometrów na północ od wsi był położony niemiecki nazistowski przejściowy obóz Kamp Westerbork (niem. Judendurchgangslager Westerbork), w mowie potocznej krótko Westerbork. Od 1970 roku na terenie byłego obozu znajduje się obserwatorium astronomiczne Westerbork Synthese Radio Telescoop (WSRT), powstałe m.in. dzięki staraniom radioastronoma Jana Oorta. Na prawie 3-kilometrowym odcinku zostało umieszczonych 14 anten parabolicznych, każda o średnicy 25 metrów. W odległości około 3 km od byłego obozu mieści się muzeum Herinneringscentrum Kamp Westerbork poświęcone pamięci deportowanych stąd ludzi, otwarte w 1983 roku